# 「獻給錯過的你們2」～AKB48全體總動員公演～
「獻給錯過的你們2」～AKB48全體總動員公演～（日语：「見逃した君たちへ2」～AKB48グループ全公演～）是日本組合AKB48在2012年5月3日至2012年5月24日於TOKYO DOME CITY HALL舉行的演唱會，其中成員會演表演歷代的AKB48劇場公演曲目。AKB48曾於上年舉辦同類演唱會「獻給錯過的你們」～AKB48全體總動員公演～。除了AKB48自身外，其姊妹組合SKE48、NMB48、HKT48以及已解散的SDN48也有參與這次演唱會；曲目亦不限於AKB48的原創曲目，例如5月11日的「彈珠汽水的飲用方法」就是屬於SKE48 Team KII的原創曲目。

## 曲目
| 舉行日期      | 公演名稱                                | 演出成員 |
| ------------- | --------------------------------------- | --- |
| 2012年5月3日  | TeamB 5th Stage「劇場的女神」           | 石田晴香 河西智美 柏木由紀 北原里英 小林香菜 小森美果 佐藤亞美菜 佐藤すみれ 佐藤夏希 鈴木紫帆里 鈴木まりや 近野莉菜 增田有華 宮崎美穗 渡邊麻友 伊豆田莉奈 小嶋菜月 |
| 2012年5月4日  | TeamK 6th Stage「RESET」                | 秋元才加 板野友美 內田真由美 梅田彩佳 大島優子 菊地あやか 田名部生來 中塚智實 仁藤萌乃 野中美鄉 藤江れいな 松井咲子 峯岸みなみ 宮澤佐江 橫山由依 大森美優 |
| 2012年5月5日  | TeamA 6th Stage「目擊者」               | 岩佐美咲 多田愛佳 大家志津香 片山陽加 倉持明日香 小嶋陽菜 指原莉乃 篠田麻里子 高城亞樹 高橋みなみ 仲川遙香 中田ちさと 仲谷明香 前田敦子 前田亞美 松原夏海 |
| 2012年5月6日  | TeamB 3rd Stage「睡衣兜風」             | 多田愛佳 大家志津香 片山陽加 指原莉乃 仲川遥香 仲谷明香 田名部生来 仁藤萌乃 柏木由紀 渡邊麻友 小嶋菜月 サイード横田絵玲奈 名取稚菜 平田梨奈 森川彩香 中西優香（SKE48） |
| 2012年5月7日  | 向日葵組 1st Stage「我的太陽」          | 阿部マリア 伊豆田莉奈 市川美織 入山杏奈 岩田華怜 大場美奈 加藤玲奈 川榮李奈 島崎遙香 島田晴香 高橋朱里 竹内美宥 田野優花 仲俁汐里 中村麻里子 永尾まりや 山內鈴蘭 |
| 2012年5月8日  | 向日葵組 2nd Stage「不要讓夢想死去」    | 多田愛佳 大家志津香 片山陽加 倉持明日香 中田ちさと 松原夏海 菊地あやか 仁藤萌乃 藤江れいな 松井咲子 石田晴香 小林香菜 小森美果 佐藤亞美菜 近野莉菜 宮崎美穂 |
| 2012年5月9日  | TeamA 4th Stage「正在戀愛中」           | 大家志津香 小嶋陽菜 篠田麻里子 高橋みなみ 前田敦子 板野友美 内田眞由美 中塚智實 仁藤萌乃 藤江れいな 峯岸みなみ 石田晴香 北原里英 佐藤亞美菜 近野莉菜 中西優香（SKE48） |
| 2012年5月10日 | TeamA 2nd Stage「想見你」               | SKE48 Team KII： 赤枝里々奈 阿比留李帆 石田安奈 小木曾汐莉 加藤智子 後藤理沙子 佐藤聖羅 佐藤實繪子 高柳明音 秦佐和子 古川愛李 松本梨奈 向田茉夏 矢方美紀 山田澪花 若林倫香 |
| 2012年5月11日 | TeamKII 3rd Stage「彈珠汽水的飲用方法」 | 赤枝里々奈 阿比留李帆 石田安奈 小木曾汐莉 加藤智子 後藤理沙子 佐藤聖羅 佐藤實繪子 高柳明音 秦佐和子 古川愛李 松本梨奈 向田茉夏 矢方美紀 山田澪花 若林倫香 |
| 2012年5月12日 | TeamA 5th Stage「戀愛禁止條例」         | 相笠萌 雨宮舞夏 岩立沙穂 梅田綾乃 大島涼花 岡田彩花 北汐莉 北澤早紀 篠崎彩奈 髙嶋祐利奈 長谷川晴奈 光宗薫 村山彩希 茂木忍 森山さくら 渡邊寧々 |
| 2012年5月13日 | TeamS 2nd Stage「手牽手」               | HKT48 Team H： 穴井千尋 植木南央 熊沢世莉奈 兒玉遥 古森結衣 下野由貴 菅本裕子 田中菜津美 谷口愛理 中西智代梨 松岡菜摘 宮脇咲良 村重杏奈 本村碧唯 森保まどか 若田部遥 |
| 2012年5月14日 | NMB48演唱會「大阪十番勝負～番外編」     | NMB48 Team N： 小笠原茉由 門脇佳奈子 岸野里香 木下春奈 小谷里步 近藤里奈 篠原栞那 上西惠 白間美瑠 福本愛菜 松田栞 山口夕輝 山田菜々 山本彩 吉田朱里 渡邊美優紀 |
| 2012年5月15日 | SDN48 1st Stage「誘惑的吊襪帶」         | 前SDN48 穐田和惠 今吉めぐみ 梅田悠 浦野一美 大河內美紗 大堀惠 甲斐田樹里 加藤雅美 河內麻沙美 小原春香 近藤沙耶香 佐藤由加理 芹那 陳屈 手束真知子 NaChu 西国原礼子 野呂佳代 畠山智妃 三ッ井裕美 相川友希 伊東愛 大山愛未 木川るみ（旧:松島瑠美） 木本夕貴 KONAN 津田麻莉奈 福田朱子 藤社優美 細田海友 光上せあら 駒谷仁美 尻無浜冴美 シヨン 戶島花 |
| 2012年5月16日 | TeamK 4th Stage「最終鐘聲鳴響」         | 大家志津香 倉持明日香 松原夏海 秋元才加 内田真由美 梅田彩佳 大島優子 宮澤佐江 石田晴香 河西智美 小林香菜 佐藤夏希 近野莉菜 増田有華 小林茉里奈 藤田奈那 大堀惠 |
| 2012年5月17日 | TeamK 3rd Stage「腦內天堂」             | 松原夏海 秋元才加 梅田彩佳 大島優子 宮澤佐江 河西智美 小林香菜 佐藤夏希 鈴木紫帆里 増田有華 川栄李奈 大森美優 佐々木優佳里 名取稚菜 武藤十夢 森川彩香 |
| 2012年5月18日 | TeamB 4th Stage「偶像的黎明」           | NMB48 Team M： 太田里織菜 川上礼奈 木下百花 島田玲奈 城惠理子 高野祐衣 谷川愛梨 肥川彩愛 藤田留奈 三田麻央 村上文香 村瀬紗英 矢倉楓子 山岸奈津美 與儀ケイラ |
| 2012年5月19日 | TeamK 2nd Stage「青春女孩」             | NMB48 Team N： 小笠原茉由 門脇佳奈子 岸野里香 木下春奈 小谷里步 近藤里奈 篠原栞那 上西惠 白間美瑠 福本愛菜 松田栞 山口夕輝 山田菜々 山本彩 吉田朱里 渡邊美優紀 |
| 2012年5月20日 | TeamA 3rd Stage「為了誰」               | NMB48 Team N： 小笠原茉由 門脇佳奈子 岸野里香 木下春奈 小谷里步 近藤里奈 篠原栞那 上西惠 白間美瑠 福本愛菜 松田栞 山口夕輝 山田菜々 山本彩 吉田朱里 渡邊美優紀 |
| 2012年5月21日 | TeamS 2nd Stage「手牽手」               | 大矢真那 加藤るみ 木﨑ゆりあ 木下有希子 桑原みずき 須田亞香里 高田志織 出口陽 中西優香 平田璃香子 平松可奈子 松井珠理奈 松井玲奈 矢神久美 |
| 2012年5月22日 | TeamS 3rd Stage「制服之芽」             | 大矢真那 加藤るみ 木﨑ゆりあ 木下有希子 桑原みずき 須田亞香里 高田志織 出口陽 中西優香 平田璃香子 平松可奈子 松井珠理奈 松井玲奈 矢神久美 |
| 2012年5月23日 | TeamK 5th Stage「引體後空翻」           | SKE48 Team E： 磯原杏華 上野圭澄 梅本まどか 金子栞 木本花音 小林亞實 酒井萌衣 柴田阿弥 高木由麻奈 竹内舞 都築里佳 原望奈美 山下ゆかり |
| 2012年5月24日 | TeamA 1st Stage「PARTY開始了」          | 小嶋陽菜 指原莉乃 篠田麻里子 高城亜樹 高橋みなみ 前田敦子 松原夏海 板野友美 梅田彩佳 大島優子 峯岸みなみ 宮澤佐江 横山由依 河西智美 北原里英 増田有華 |

## 外部連結
- 官方網站 （页面存档备份，存于）（日語）